# Kujō Yoritsune
Kujō Yoritsune (九条 頼経, 1218-1256), aussi connu sous le nom Fujiwara no Yoritsune, est le quatrième shogun (r. 1226-1244) du bakufu de Kamakura au Japon. Son père est le régent kampaku Kujō Michiie.

## Évènements dubakufude Yoritsune
- Ère Karoku 1, le 11e mois (嘉禄元年 ; 1225) : à Kamakura, Yoritsune prend la robe virile, à l'âge de 8 ans. Le shikken Hōjō Yasutoki est chargé de la direction des affaires[1].
- Ère Karoku 2, le 1er mois (1226) : le Seii taishōgun Yoritsune reçoit de Go-Horikawa le premier rang de la cinquième classe[2].
- Ère Kangi 2, le 12e mois (1230) : le shogun Yoritsune épouse la fille de Minamoto no Yoriie. Elle a quinze ans de plus que lui[3].
- Ère Kangi 3, le 2e mois (1231) : Yoritsune obtient le deuxième rang de la quatrième classe[3].
- Ère Kangi 3, le 3e mois (1231) : Yoritsune est fait général du milieu de la gauche[3].
- Ère Kangi 3, le 4e mois (1231) : Yoritsune obtient le premier rang de la quatrième classe[3].
- Ère Jōei 1, le 2e mois (貞永元年 ; 1232) : Yoritsune reçoit le deuxième rang de la troisième classe[3].
- Ère Tenpuku 1, le 1er mois (天福元年 ; 1233) : Yoritsune obtient le poste intérimaire de conseiller d'État au-dessous du premier (ou chi-chunaigon ; 知中納言)[4].
- Ère Bunryaku 1, le 12e mois (文暦元年 ; 1234) : Yoritsune obtient le premier rang de la troisième classe[5].
- Ère Katei 1, le 11e mois (嘉禎元年 ; 1235) : Yoritsune obtient le deuxième rang de la deuxième classe[3].
- Ère Katei 2, le 7e mois (1236) : Yoritsune est élevé au premier rang de la deuxième classe[3].
- Ère Katei 3, le 8e mois (1237) : Yoritsune fait bâtir une nouvelle maison sur le terrain Rokuhara[3].
- Ère Ryakunin 1, le 1er mois (暦仁元年 ; 1238) : Yoritsune part pour Miyako, accompagné de Hōjō Yoshitoki et des troupes de plusieurs provinces. Fujiwara no Yukimitsi reste à Kamakura pour garder le pays. Yoritsune arrive le deuxième mois à Miyako, et va demeurer dans le nouveau palais à Rokuhara[3].
- Ère Ryakunin 1, le 2e mois (1238) : _____[6].
- Ère Ryakunin 1, le 10e mois (1238) : _____[3].
- Ère Ninji 3, le 15e jour du 6e mois (1642) : _____[7].
- Ère Kangen 2 (1244) : _____[8].
- Ère Kangen 2, le 4e mois de (1244) : _____[3].
- Ère Kangen 3, le 7e mois de (1245)[3].
- Ère Kangen 4, le 7e mois de (1246) : _____[3].
- Ère Kōgen 1, le 11e jour du 8e mois (康元元年 ; 1256) : _____[9].
- Ère Kōgen 1, le 24e jour du 9e mois (1256) : _____[10].

## Ères dubakufude Yoritsune
- Ère Karoku (1225-1227)
- Ère Antei (1227-1229)
- Ère Kangi (1229-1232)
- Ère Jōei (1232-1233)
- Ère Tenpuku (1233-1234)
- Ère Bunryaku (1234-1235)
- Ère Katei (1235-1238)
- Ère Ryakunin (1238-1239)
- Ère En'ō (1239-1240)
- Ère Ninji (1240-1243)
- Ère Kangen (1243-1247)